# Chammünster
Chammünster ist ein Ortsteil der Kreisstadt Cham im oberpfälzischen Landkreis Cham. 

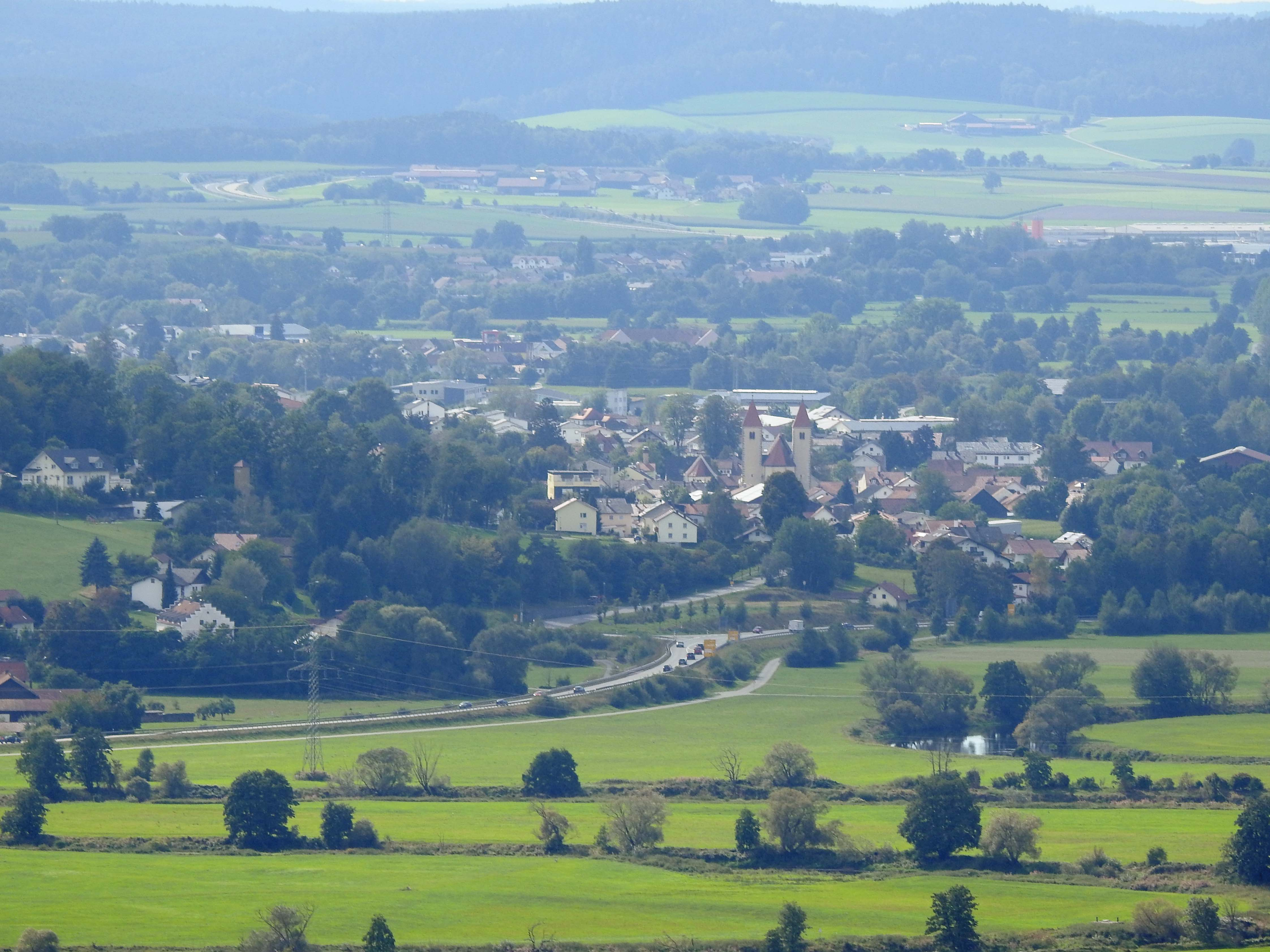
Chammünster von Osten

## Geschichte
Das Pfarrdorf Chammünster nahm im Mittelalter eine wichtige Rolle bei der Christianisierung des Bayerischen Waldes und des böhmischen Grenzgebietes ein.
740 schenkte Herzog Odilo von Bayern den Benediktinern vom Kloster Sankt Emmeram in Regensburg Land in der Mark Chamb. Diese errichteten eine Zelle als Missionsstützpunkt für das böhmische Grenzgebiet.
Um das Jahr 910 wurde die Zelle wahrscheinlich von den Ungarn zerstört. 975 wurde infolge der Trennung von Bischofsstuhl und Kloster St. Emmeram durch Wolfgang von Regensburg die Zelle Chammünster dem Bischof zugeteilt. Chammünster wurde zur Urpfarrei des Oberen Bayerischen Waldes.
Im 14. Jahrhundert wurde der Pfarrsitz in die Stadt Cham verlegt; die Siedlung entwickelte sich unabhängig davon weiter. Nach dem Hoftagebuch von 1760 zählte die Gemeinde 52 Anwesen und nennt darunter Taverne, Taschner, Hufschmied, Bäcker und Metzger.
Als im Zuge der Verwaltungsreform im Königreich Bayern Steuerdistrikte eingeführt wurden, wurde 1808/1809 der Steuerdistrikt Chammünster aus den Gemeinden Chammünster mit Lamberg, Chameregg, Herwalting mit Steinklammer, Hof, Prüdensdorf, Schlondorf, Staning und Wölsting mit Walmering gebildet.
Bei der Gemeindebildung nach dem Gemeindeedikt von 1818 wurde Chammünster als landgerichtsunmittelbar eingestuft. Im Jahr 1925 hatte die Landgemeinde eine Fläche von 319,26 Hektar, bestand nur aus dem Kirchdorf Chammünster (mit Saliterhäusel) und hatte 486 Einwohner. Im Jahr 1946 wurden die Gemeinden Chameregg, Gutmaning und Hof eingemeindet. Bei der Volkszählung 1950 hatte die Gemeinde 1297 Einwohner, 690 davon im Pfarrdorf Chammünster. Die Gemeindefläche betrug 837,90 Hektar und es gab die Gemeindeteile Chammünster, Chameregg, Gutmaning, Hof und Schlondorf. Am 1. Juli 1972 wurden die Gemeinden Schachendorf und Vilzing sowie die Gemeindeteile Haderstadl, Hilm und Lamberg der Gemeinde Haderstadl eingegliedert. Am 1. Mai 1978 erfolgte die Eingliederung der Gemeinde in die Stadt Cham.
1989 wurde Chammünster wieder Sitz eines katholischen Pfarramtes.

## Kultur und Sehenswürdigkeiten

### Bauwerke

#### Katholische Pfarrkirche Mariä Himmelfahrt

Pfarrkirche Chammünster

Die dreischiffige Pseudobasilika wurde im 15. Jahrhundert unter Einbeziehung von Turm und Chor des frühgotischen Vorgängerbaus errichtet. Die zwei Türme der Pfarrkirche sind auf dem Wappen des Landkreises Cham abgebildet. Bedeutsam sind die Fragmente der Fresken aus der Erbauungszeit, die 1912 freigelegt werden konnten. Es handelt sich dabei um die Darstellung der Legende von den drei Lebenden und drei Toten Königen, die Wappen der Chamerauer und Göttlinger sowie einer Schutzmantelmadonna. Erwähnenswert sind die beiden romanischen Taufbecken und die Sandsteinkanzel aus dem 15. Jahrhundert.
Chammünster war im Mittelalter bis in die Neuzeit hinein eine beliebte Begräbnisstätte des regionalen Adels und der Chamer Bürgerschaft. Es haben sich in etwa 100 Grabplatten, Epitaphien und Totenschilde erhalten, viele davon aus dem 14. und 15. Jahrhundert. Im Friedhof um die Kirche und in der Pfarrkirche sind zudem zahlreiche schmiedeeiserne Kreuze aus der Barockzeit bis ins Biedermeier zu sehen.
Geläufig ist auch die Bezeichnung Marienmünster, die wohl auf die ursprüngliche Benediktiner-Zelle verweist.

#### St.-Anna-Kapelle

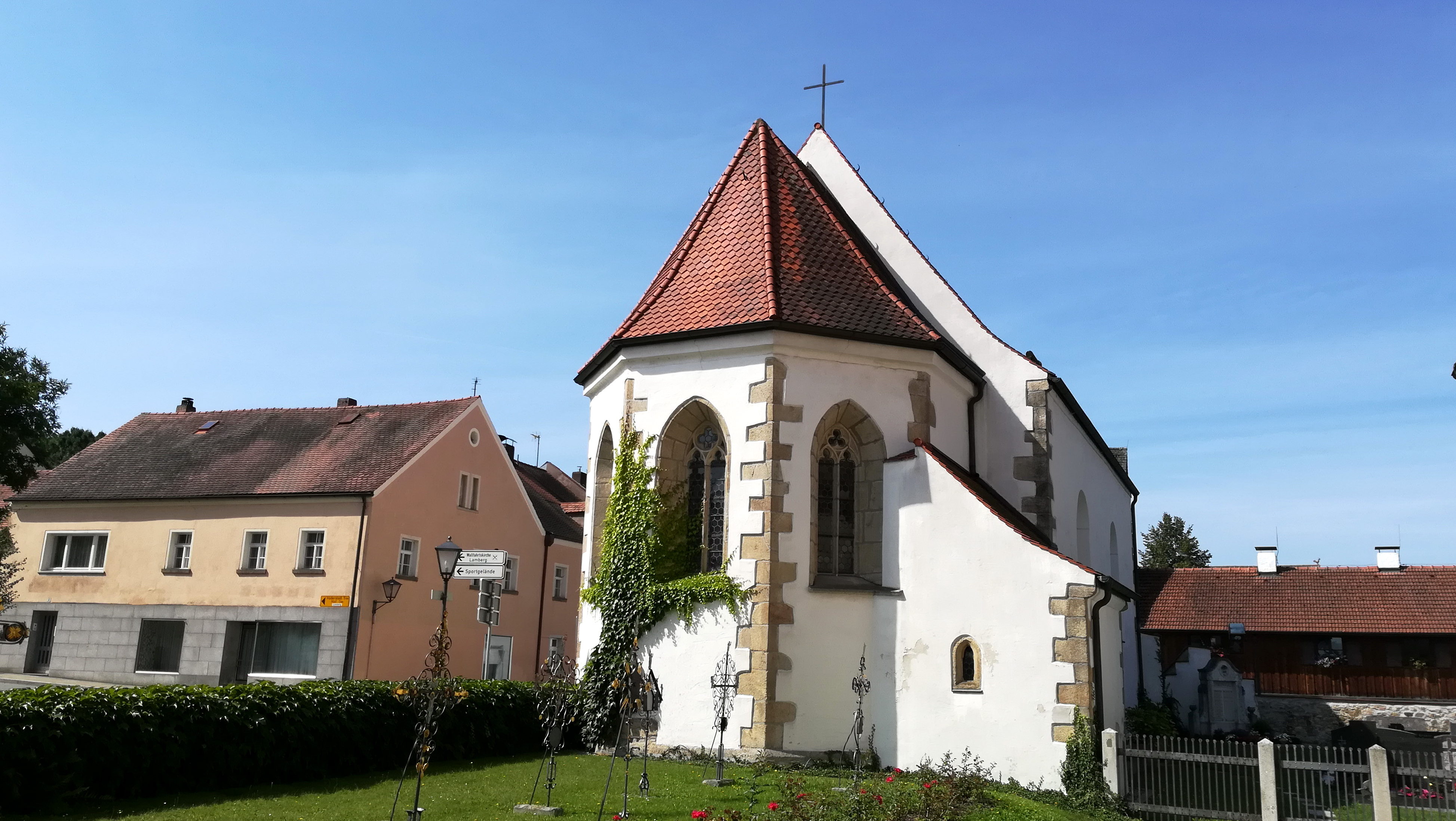
St.-Anna-Kapelle

Die St-Anna-Kapelle wurde in der Zeit zwischen 1367 und 1393 als Grablege für die Ritter von Chamerau erbaut. Die gotische Anlage wurde im 18. Jahrhundert verändert. Bei den Renovierungsarbeiten Ende der 1980er Jahre wurde von der gotischen Ausmalung ein Apostelkreuz freigelegt. Die Kapelle dient auch als Museum und beherbergt u. a. die älteste Glocke (13. Jahrhundert) in der Diözese Regensburg, eine karolingische Säule, Architekturfragmente der zerstörten Katharinen-Kapelle und eine Sammlung schmiedeeiserner Grabkreuze. Als absolutes Unikat unter Experten gilt das gezeigte manieristische Kreuz.

#### Karner

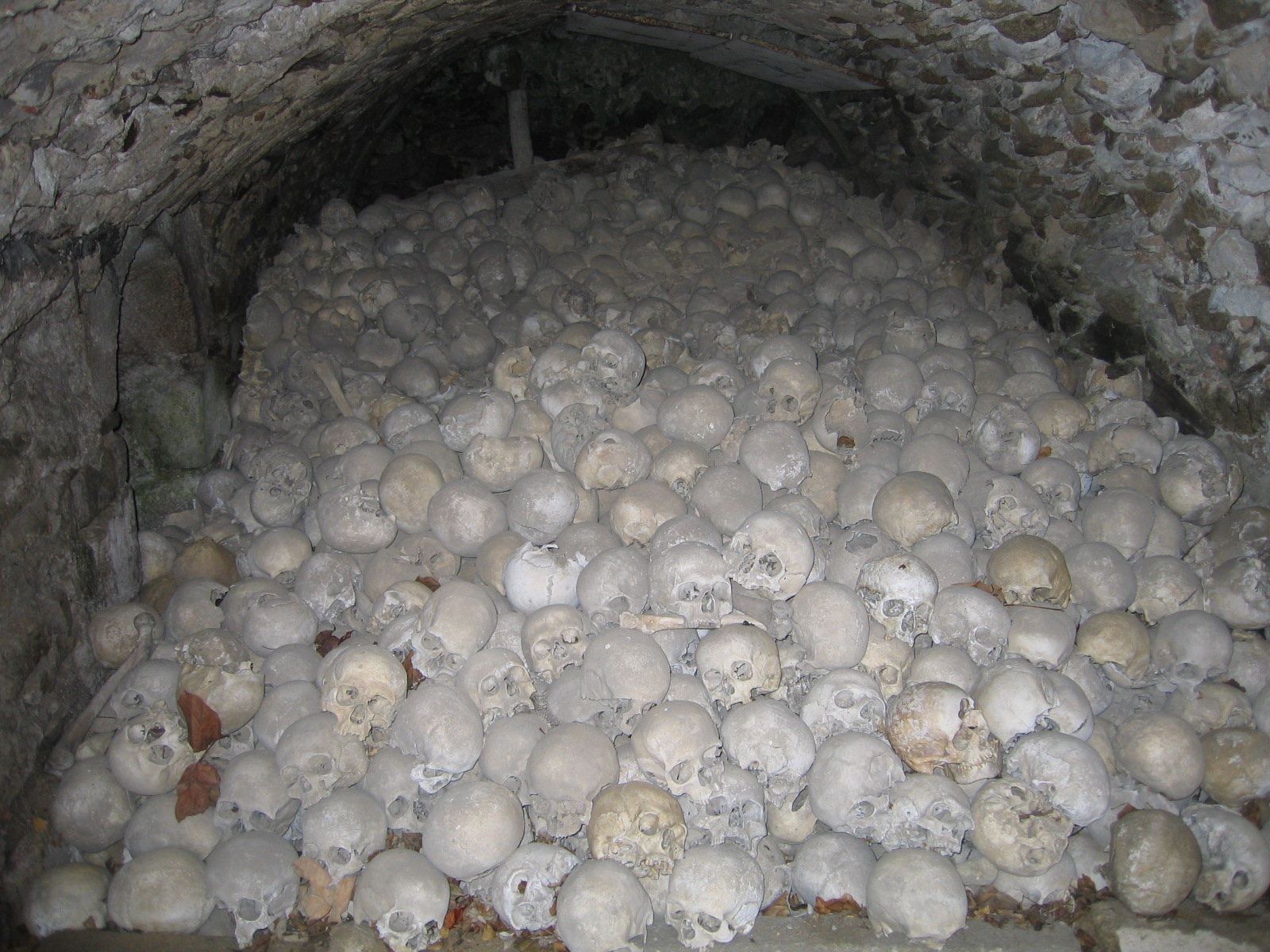
Gebeinhaus auf dem Friedhof von Chammünster

Das moderne Leichenhaus auf dem Friedhof wurde über den Gewölben der ehemaligen St.-Katharinen-Kapelle errichtet. Das Obergeschoss des aus der Romanik stammenden Gebäudes wurde im 16. Jahrhundert von den Calvinisten zerstört. In den Gewölben befinden sich sauber aufgeschichtet eine nicht bekannte Anzahl von Knochen und etwa 5000 Schädel aus dem Mittelalter. Es ist in weitem Umfeld der einzige Karner, in dem sich noch menschliche Knochen befinden.

#### Biendl-Haus
Das älteste profane Gebäude in Chammünster würde im 17. Jahrhundert unter Einbeziehung spätgotischer Bausubstanz errichtet. Die Sage will, dass Steine aus der nahegelegenen Burgruine Chameregg verwendet wurden. Der zweigeschossige Satteldachbau zeigt mit seinem Fachwerkgiebel egerländischen Einfluss.

## Söhne und Töchter der Stadt
- Werner Perlinger (* 1942), Heimatgeschichtsforscher
- Leony (* 1997), Popsängerin